# Tetrazina

Estructura de la 1,2,3,4-tetrazina.

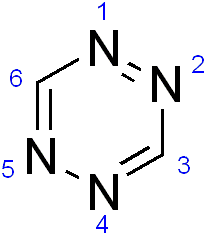
Estructura de la 1,2,4,5-tetrazina.

La tetrazina es un compuesto químico cuya estructura es la de un anillo de benceno en el que cuatro de los grupos metino son reemplazados por átomos de nitrógeno. Su fórmula molecular es C2H2N4. En la nomenclatura IUPAC se emplea el nombre de "tetrazina" para designar asimismo los derivados de este compuesto. Existen tres isómeros, que se diferencian entre sí por la posición de los átomos de nitrógeno: 1,2,3,4-tetrazina, 1,2,3,5-tetrazina y 1,2,4,5-tetrazina. Son compuestos inestables.